# Ministère fédéral de l'Environnement (Autriche)
Pour les articles homonymes, voir Ministère fédéral de l'Environnement.
Le ministère fédéral de l'Environnement, de la Jeunesse et de la Famille (en allemand : Bundesministerium für Umwelt, Jugend und Familie, BMUJF) est le département ministériel chargé de la protection de l'environnement, de la jeunesse et de la politique familiale en Autriche.
Il existe entre 1987 et 2000.

## Histoire
Il est créé en 1987 par démembrement du ministère fédéral de la Santé et de la Protection de l'environnement (BMGU), créé sous cette appellation en 1972. Il perd ses compétences sur les questions sociales entre novembre 1994 et mars 1996.
Il fusionne en février 2000 avec le ministère fédéral de l'Agriculture et des Forêts (BMLW) pour constituer le ministère fédéral de l'Agriculture, des Forêts, de l'Environnement et des Eaux (BMLWUF). Les deux portefeuilles sont de nouveau séparés en janvier 2020, les questions environnementales étant reprises par le ministère fédéral des Transports.

## Titulaires
| Nom | Nom                   | Dates du mandat | Dates du mandat | Parti | Gouvernement(s)         |
| --- | --------------------- | --------------- | --------------- | ----- | ----------------------- |
| | Marilies Flemming     | 21/01/1987      | 05/03/1991      | ÖVP   | Vranitzky II et III     |
| | Ruth Feldgrill-Zankel | 05/03/1991      | 05/11/1992      | ÖVP   | Vranitzky III           |
| | Maria Rauch-Kallat    | 05/11/1992      | 04/05/1995      | ÖVP   | Vranitzky III et IV     |
| | Martin Bartenstein    | 04/05/1995      | 04/02/2000      | ÖVP   | Vranitzky IV et V Klima |
| Titre du portefeuille : - 1996 - 2000 : Environnement, Jeunesse et Famille (Umwelt, Jugend und Familie) |                       |                 |                 |       |                         |